# 雷小雪
雷小雪（？年4月27日—），四川达州人，是中華人民共和國電視主播。2009年憑藉汶川地震直播節目獲得金話筒獎。

## 生平
雷小雪是成都大学1998级中文系学生。2001年7月大学毕业后，雷小雪成為四川电视台新闻频道《新闻现场》栏目记者。2004年1月，开始在《新闻现场》栏目擔任主持。2012年底，因丈夫身在上海，雷小雪於是離開四川前往上海，並加盟东方卫视，並擔任《东方新闻》《东方夜新闻》《双城记》等多档栏目主播。

## 外部連結
- 雷小雪的新浪微博